# Кайрис, Ксаверас Костович
Ксаверас Костович Кайрис — советский государственный и политический деятель, первый заместитель председателя Совета министров Литовской ССР (1961—1962).

## Биография
Родился в 1909 году в Риге. В 1926—1928 годах состоял в нелегальном литовском комсомоле. В 1929 году окончил гимназию в Биржай. Член ВКП(б) с 1946 года.
С 1942 года — на общественной и политической работе. В 1942—1983 годах — в РККА, инженер-экономист Народного комиссариата мясной и молочной промышленности СССР, начальник Отдела Министерства мясной и молочной промышленности Литовской ССР, заместитель министра, министр мясной и молочной промышленности Литовской ССР, 1-й заместитель председателя, председатель СНХ Литовского экономического административного района, 1-й заместитель, заместитель, 1-й заместитель председателя СМ Литовской ССР.
Избирался депутатом Верховного Совета СССР 6-го, 7-го, 8-го, 9-го созывов. Член Бюро ЦК КП Литвы.
Умер в 1991 году.